# Rita Süssmuth

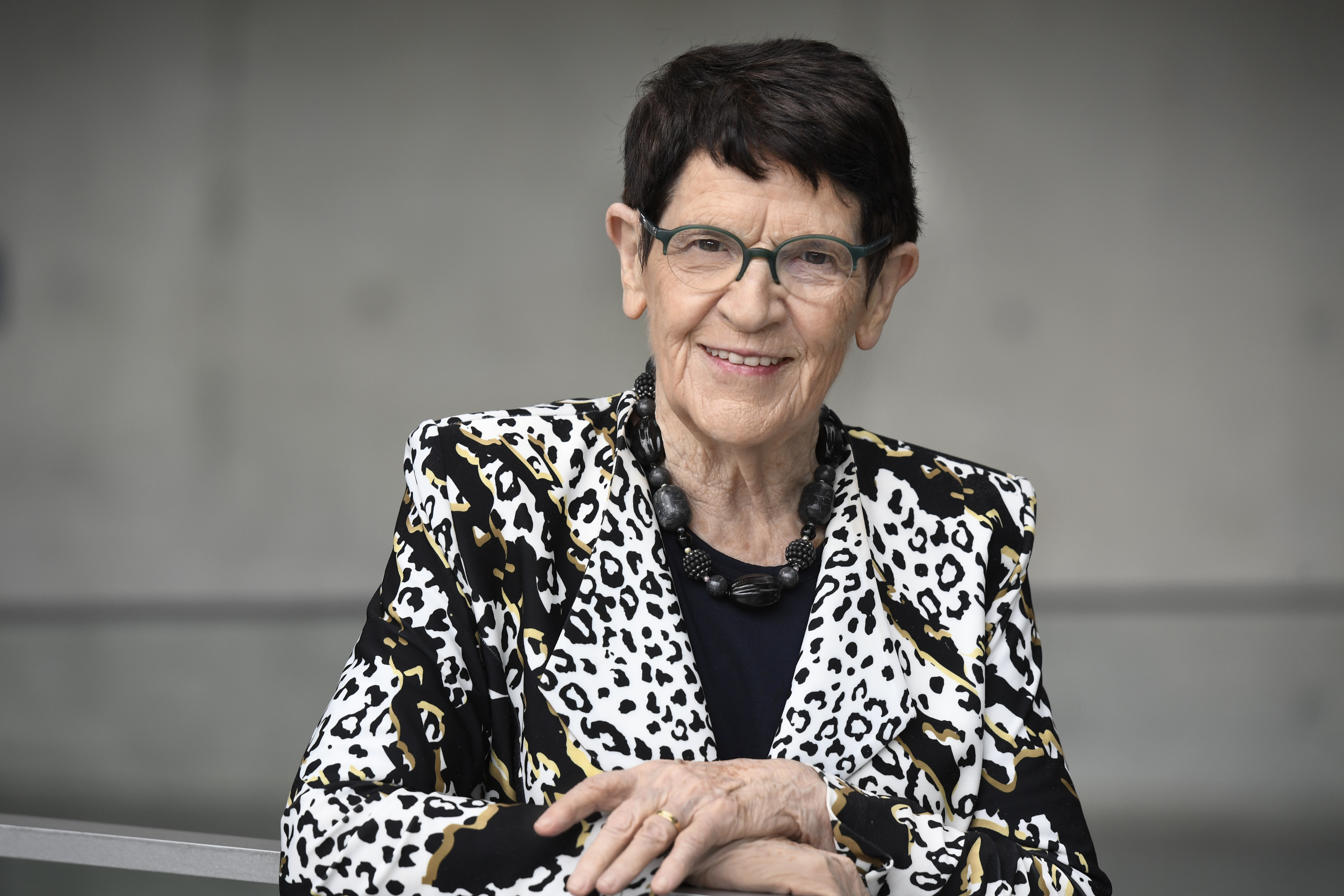
Rita Süssmuth im Deutschen Bundestag (2021)

Rita Süssmuth (* 17. Februar 1937 in Wuppertal als Rita Kickuth) ist eine deutsche Politikerin (CDU). Sie war von 1985 bis 1988 Bundesministerin für Jugend, Familie und Gesundheit (ab 1986 Jugend, Familie, Frauen und Gesundheit) und von 1988 bis 1998 Präsidentin des Deutschen Bundestages.

## Leben und Beruf
Rita Süssmuth wurde als Tochter des Schulrats Karl Kickuth und dessen Frau Hedwig Kickuth, geborene Bischoff, in Wuppertal-Barmen geboren. Ihre Kindheit verbrachte sie im münsterländischen Wadersloh (Kreis Beckum), wo ihr Vater als Lehrer beschäftigt war. Nach dem Besuch der Neusprachlichen Gymnasien in Lippstadt und Emsdetten legte sie im Februar 1956 ihr Abitur am Emsland-Gymnasium in Rheine ab und studierte seit dem Sommersemester 1956 Philologie mit den Fächern Französisch, Geschichte und Pädagogik in Münster, Tübingen und Paris. Am 20. Juli 1961 legte sie in Münster ihr erstes Staatsexamen in den Fächern Französisch und Geschichte ab. Danach folgte ein Postgraduiertenstudium der Erziehungswissenschaft, Soziologie und Psychologie. Im Dezember 1964 wurde sie bei Ernst Lichtenstein an der Universität Münster mit der Arbeit Studien zur Anthropologie des Kindes in der französischen Literatur der Gegenwart unter besonderer Berücksichtigung François Mauriacs promoviert (Zweitgutachter der Dissertation war Heinrich Lausberg). 
Bereits Ende 1963 erhielt sie eine Assistentenstelle für Pädagogik an der Pädagogischen Hochschule Osnabrück. Im Sommer 1965 übernahm Süssmuth einen Lehrauftrag an der Pädagogischen Hochschule Westfalen-Lippe und ab 1966 eine Dozentur an der Pädagogischen Hochschule Ruhr in Dortmund. Von 1969 bis 1982 hatte sie einen Lehrauftrag an der Ruhr-Universität Bochum für Internationale Vergleichende Erziehungswissenschaft. 1971 wurde sie dann zur ordentlichen Professorin für Erziehungswissenschaft an der Pädagogischen Hochschule Ruhr ernannt. 1973 nahm sie den Ruf der Universität Dortmund an. Seit 1971 war sie im wissenschaftlichen Beirat des Bundesministeriums für Familie tätig. Von 1982 bis 1985 war sie Direktorin des Instituts Frau und Gesellschaft in Hannover. Während ihrer Zeit als aktive Politikerin gab sie Blockveranstaltungen an der Universität Göttingen.
Im September 2000 wurde Süssmuth vom damaligen Minister des Innern Otto Schily zur Vorsitzenden einer Unabhängigen Kommission Zuwanderung berufen, die am 12. September 2000 eingesetzt wurde und der 21 Mitglieder angehörten. Stellvertretender Vorsitzender der Kommission war Hans-Jochen Vogel. Auftrag der Kommission war es, ein Gesamtkonzept für ein neues Ausländerrecht zu erarbeiten. Die Ergebnisse dieser Arbeit wurden im Juli 2001 in Form eines Berichtes vorgelegt, der den Titel Zuwanderung gestalten – Integration fördern trug. Die veröffentlichte Broschüre hatte 323 Seiten.
2003 wurde sie in die neu gegründete Beratende Kommission im Zusammenhang mit der Rückgabe NS-verfolgungsbedingt entzogenen Kulturguts, insbesondere aus jüdischem Besitz („Limbach-Kommission“) berufen. Das Gremium hat die Aufgabe der Mediation im Streit um die Restitution von Raubkunst.
Am 6. September 2005 wurde Rita Süssmuth zur neuen Präsidentin der staatlich anerkannten Berliner OTA Privathochschule berufen, heute SRH Hochschule Berlin. Sie übergab die Position im Januar 2010 an Peter Eichhorn. Für ihr großes Engagement im Kampf gegen AIDS wurde Rita Süssmuth 2007 mit dem Reminders Day Award ausgezeichnet.
Rita Süssmuth war seit 1964 bis zu dessen Tod 2020 mit dem Universitätsprofessor Hans Süssmuth verheiratet und hat eine Tochter. Sie lebt in Neuss, wo sie seit 2022 Ehrenbürgerin ist. Sie ist fünffache Großmutter.

## Partei

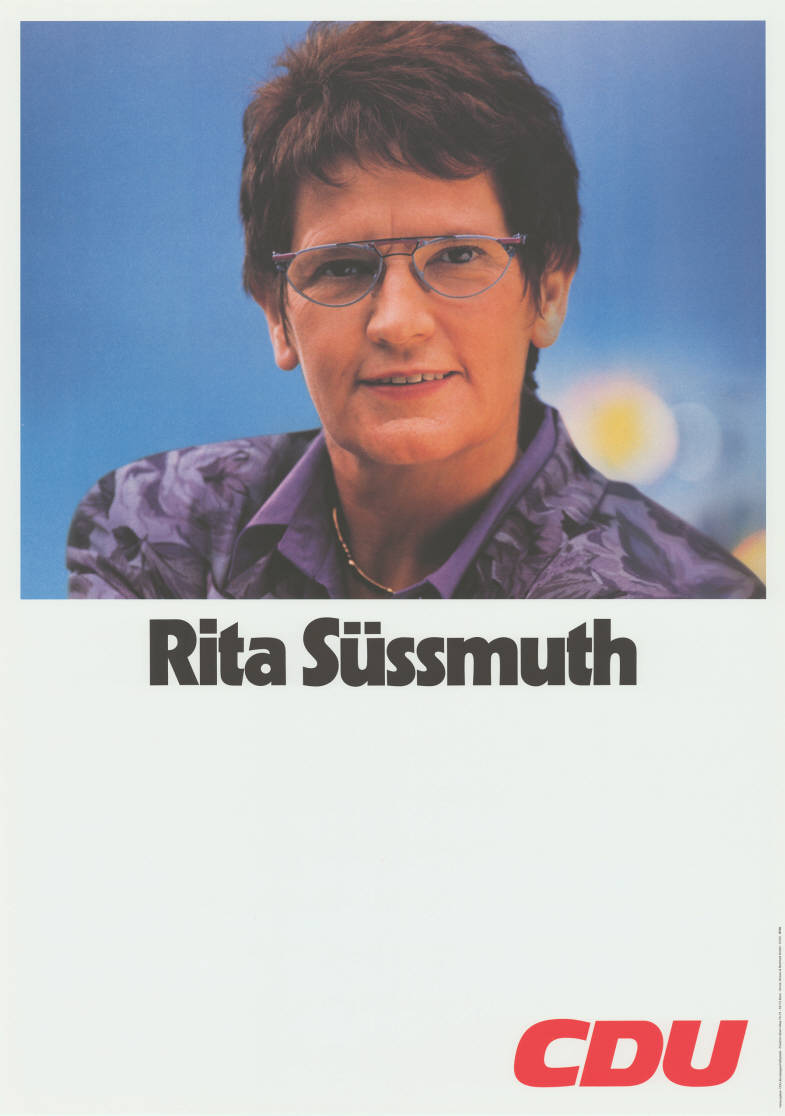
CDU-Wahlplakat (1998/99)

Seit 1981 ist sie Mitglied der CDU. 1983 wurde sie Vorsitzende des Bundesfachausschusses für Familienpolitik der Partei. 1986 bis 2001 war sie Bundesvorsitzende der Frauen Union. Von 1987 bis 1998 war sie Mitglied im Präsidium der CDU.
Sie sprach sich im Januar 2021 für Armin Laschet als neuen CDU-Vorsitzenden aus, welcher in ihrer Amtszeit als Bundestagspräsidentin für sie gearbeitet und z. B. Reden geschrieben hatte.

## Abgeordnete

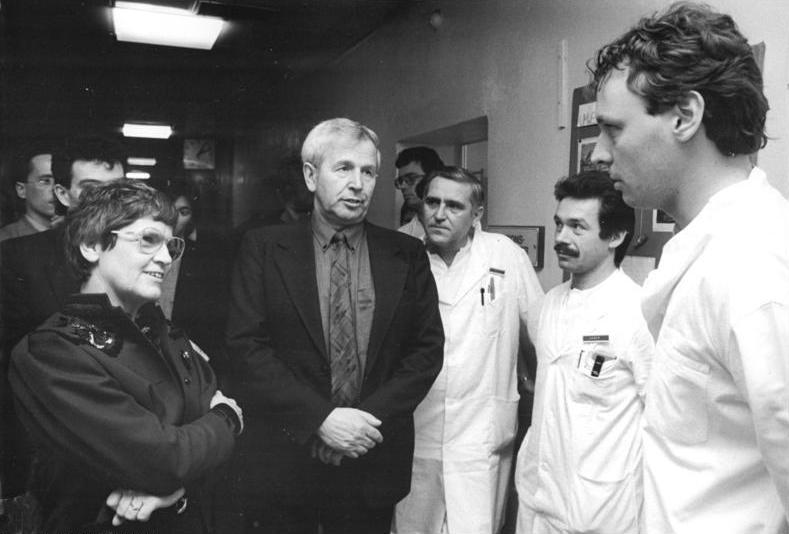
Süssmuth bei der Besichtigung des Krankenhauses Friedrichshain 1990

Von 1987 bis 2002 war sie Mitglied des Deutschen Bundestages. Bei den Bundestagswahlen 1987, 1990 und 1994 gewann sie das Direktmandat im Wahlkreis Göttingen und 1998 zog sie über die Landesliste der CDU Niedersachsen ins Parlament ein.
Im September 1989 zählte sie gemeinsam mit Lothar Späth und Heiner Geißler zu der innerparteilichen Gruppierung, die beim CDU-Parteitag in Bremen eine Kandidatur gegen den CDU-Vorsitzenden Helmut Kohl erwog. Im Dezember 1989 trat Süssmuth für eine gemeinsame Erklärung beider deutscher Staaten zur Anerkennung der polnischen Westgrenze ein. Im Juli 1990 präsentierte sie einen „Dritten Weg“ im Streit um den § 218 (Schwangerschaftsabbruch) zwischen Indikations- und Fristenlösung. 1992 kritisierten die CDU-Bundestagsfraktion und Bundeskanzler Helmut Kohl ihre Initiative „Die letzte Entscheidung muss bei der Frau liegen“ zur Reform des Abtreibungsparagraphen. Im September 1992 scheiterte sie an der Union mit dem Vorhaben, die Bonner Abgeordneten zu einer Diätennullrunde umzustimmen.
Im Juli 1993 verstimmte sie die CDU durch ihre Forderung nach Offenlegung des Kali-Fusionsvertrages im Zusammenhang mit dem von Stilllegung bedrohten Thüringer Kalibergwerk Bischofferode. Im Oktober 1993 warf Süssmuth dem Kandidaten der CDU für das Bundespräsidentenamt, Steffen Heitmann, vor, die nationalsozialistische Vergangenheit zu verharmlosen. Auf einer Klausurtagung des Parteivorstandes stimmte sie jedoch für Heitmann.
1995 vertrat Süssmuth die Überzeugung, dass ohne Aufarbeitung der Vergangenheit der neuen Bundesländer keine Versöhnung möglich sei. Im Mai 1995 kritisierte sie scharf die im Sparpaket der Bundesregierung geplanten Verschlechterungen bei der Lohnfortzahlung im Krankheitsfall und beim Kündigungsschutz sowie die Heraufsetzung des Renteneintrittsalters für Frauen auf 65 Jahre. Im Oktober 1996 setzte sie sich in einer Rede vor dem Bundesparteitag der CDU für die Einführung der Frauenquote innerhalb der CDU ein. 1998 engagierte sie sich für die Errichtung eines Holocaust-Mahnmals in Berlin.

## Präsidentin des Deutschen Bundestags
Am 25. November 1988 wurde Rita Süssmuth zur Präsidentin des Deutschen Bundestages gewählt. Sie folgte damit Philipp Jenninger, der einen Tag nach einer missglückten Rede zur Reichspogromnacht zurückgetreten war. Die beliebte, aber innerparteilich kontroverse Familienministerin wurde laut mehrerer Kommentatoren auf den Posten „weggelobt“.
In ihre Amtszeit fielen unter anderem Wende und friedliche Revolution in der DDR, der Fall der Mauer, die Öffnung des Eisernen Vorhangs, das Ende des Ostblocks, die Auflösung des Warschauer Pakts, der Zwei-plus-Vier-Vertrag, der Zerfall der Sowjetunion und der Abzug der Sowjetischen Streitkräfte aus der vormaligen DDR.
Nach der Volkskammerwahl am 18. März 1990, der ersten demokratischen Volkskammerwahl überhaupt, wählte die Volkskammer Sabine Bergmann-Pohl (CDU) zu ihrer Präsidentin. Bergmann-Pohl, Süssmuth und die Abgeordneten der Volkskammer bereiteten mit einem enormen Arbeitspensum den Weg zur Wiedervereinigung, die am 3. Oktober 1990 um 0 Uhr in Kraft trat.
Süssmuth initiierte Reformen des Bundestags: Ihr Vorstoß, eine Diätenerhöhung auszusetzen, fand 1992 noch keine Zustimmung unter den Abgeordneten. Im März 1993 unterstützten allerdings alle Fraktionen ihren Vorschlag, die Anzahl der rund 660 Bundestagsmitglieder auf 500 zu senken.
In ihre Amtszeit fielen auch nach 1990/91 historische Debatten und Entscheidungen im Deutschen Bundestag: u. a. die Festlegung Berlins als Bundeshauptstadt, die Abstimmung zur Verhüllung des Reichstages im Jahr 1994 und die Debatte zur Wehrmachtsausstellung im Jahr 1997.
Zwei Affären senkten ihre Popularität: Im März 1991 geriet sie im Zusammenhang mit der „Dienstwagen-Affäre“ in die Schlagzeilen. Ihr Ehemann habe, so der Vorwurf, den Fahrdienst des Deutschen Bundestages benutzt. Die Bundestagsverwaltung stellte die Rechtmäßigkeit dieses Vorgangs fest. Im Januar 1997 entlastete der Ältestenrat des Bundestags Süssmuth von dem Vorwurf, sie habe von 1993 bis 1996 die Flugbereitschaft des Bundesministeriums der Verteidigung zu privaten Besuchen bei ihrer Tochter in der Schweiz genutzt.
Nach der Bundestagswahl 1998 endete die Ära Kohl, und das erste rot-grüne Kabinett (Schröder I) kam an die Regierung. Die SPD stellte den Bundestagspräsidenten. Wolfgang Thierse wurde am 26. Oktober 1998 zu Süssmuths Nachfolger gewählt.
Mit fast zehn Jahren war ihre Amtszeit die drittlängste in der Geschichte des Bundestages. Nur Eugen Gerstenmaier und Norbert Lammert hatten das Amt länger inne.

## Öffentliche Ämter

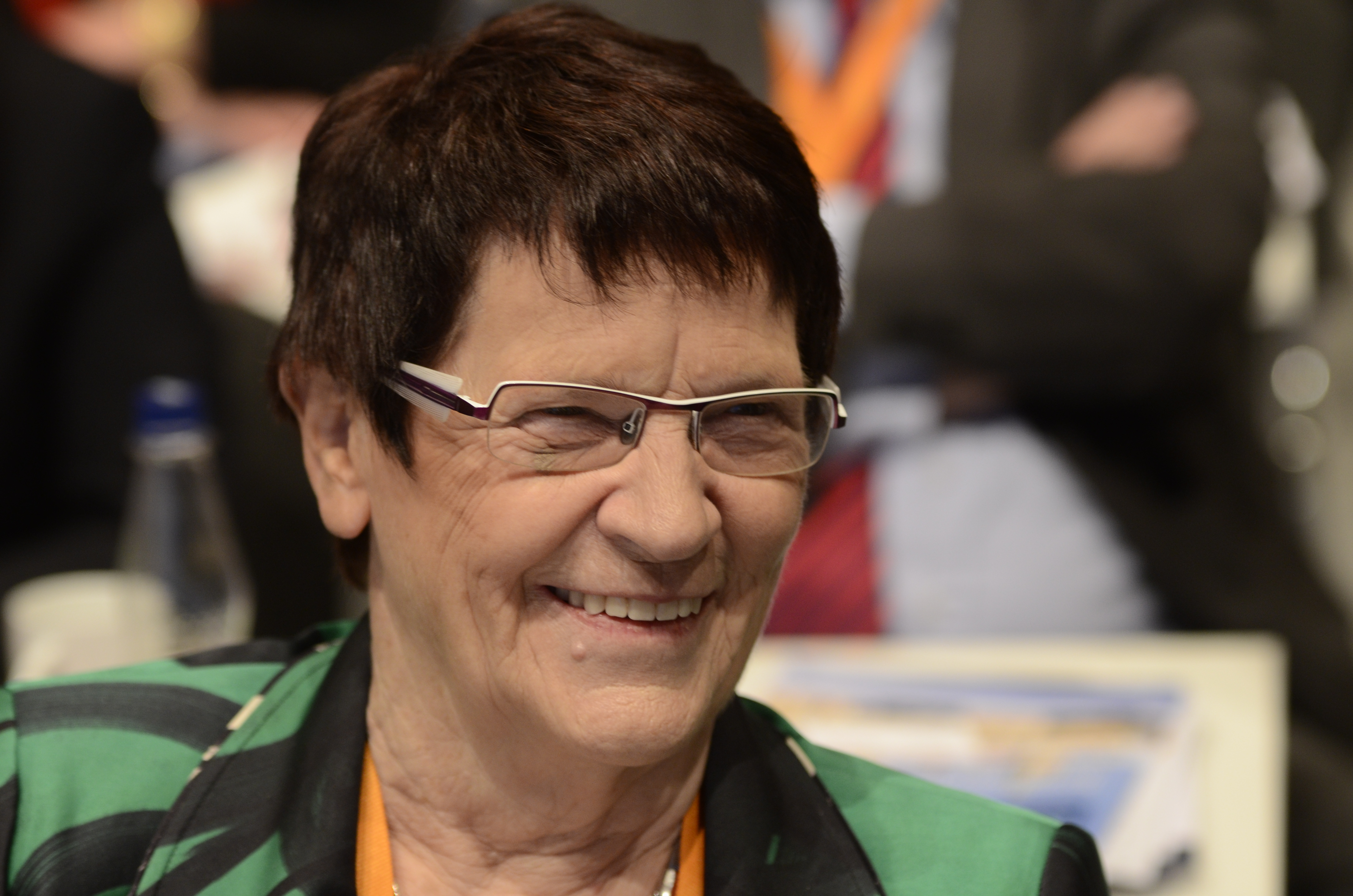
Süssmuth auf dem CDU-Parteitag 2012

Am 26. September 1985 wurde sie als Bundesministerin für Jugend, Familie und Gesundheit (ab 6. Juni 1986: Bundesministerium für Jugend, Familie, Frauen und Gesundheit) in die von Bundeskanzler Helmut Kohl geführte Bundesregierung berufen. Nach ihrer Wahl zur Bundestagspräsidentin schied sie am 25. November 1988 aus dem Kabinett aus. Sie forderte einen möglichst weit gefassten Gesundheitsbegriff und wandte sich gegen die Aufhebung des kassenärztlichen Schutzes bei Abtreibung.
Konfrontiert mit AIDS, setzte sie als Vorbeugungsmaßnahmen insbesondere auf ärztliche Aufklärung und Beratung. Daneben propagierte sie gegen Widerstände in ihrer Partei die Verwendung von Kondomen zur Prävention. Kritisiert wurde sie dafür, dass ungeprüfte Medikamente für Bluter nicht zurückgerufen wurden. Zahlreiche Bluter in Deutschland waren durch ungeprüfte Medikamente mit HIV infiziert worden und starben. Genaue Zahlen sind nicht bekannt, Der Spiegel (41/1987) sprach von 1500 bis 2200 mit HIV infizierten Blutern. Als Gesundheitsministerin initiierte sie im Jahr 1987 die Gründung der Nationalen AIDS-Stiftung und unterstützte die spätere Fusion mit der Deutschen AIDS-Stiftung Positiv leben im Jahr 1996. War sie zunächst als Vorsitzende des Stiftungskuratoriums tätig, ist sie heute deren Ehrenvorsitzende.
Über 27 Jahre war sie Präsidentin des Deutschen Volkshochschul-Verbandes und setzte sich für die Erwachsenenbildung und das lebenslange Lernen ein. Seit 2015 ist sie Ehrenpräsidentin des Verbandes.
Süssmuth ist seit 2010 Präsidentin des Konsortiums der Türkisch-Deutschen Universität in Istanbul. Das Konsortium besteht aus 38 deutschen Mitgliedshochschulen und dem Deutschen Akademischen Austauschdienst (DAAD). Es organisiert einen Austausch von Wissenschaftlern mit der Türkisch-Deutschen Universität. Die Mittel der deutschen Aktivitäten wurden vom damaligen Bundesministerium für Bildung und Forschung (BMBF) verwaltet. Von der Universität bekam Süssmuth im März 2022 die Ehrendoktorwürde verliehen.

## Engagement
Neben ihrer politischen Arbeit engagierte sich Süssmuth für viele Projekte aus der Zivilgesellschaft, so zum Beispiel als Präsidentin der Europäischen Bewegung Deutschland (1994–1998) und Mitglied des Beirats bzw. Kuratoriums der gemeinnützigen Bertelsmann Stiftung (1997–2007). Für ihre Verdienste wurde sie vielfach geehrt.
Rita Süssmuth ist Mitglied im Beirat des Deutschen Solidaritätskomitees für einen freien Iran, das die Anliegen der Volksmudschahedin unterstützt. Auf journalistische Nachfrage wollte sie sich zu ihrer Rolle dort und den „Volksmudschahedin“ aktuell nicht äußern, in der Vergangenheit sagte sie, es gehe darum, sich für Frauenrechte, Freiheit und Demokratie im Iran starkzumachen. Von 1997 bis 2019 war sie Vorsitzende des Kuratoriums der McDonald’s Kinderhilfe Stiftung. Seit 2021 ist sie Mitglied des Kuratoriums der Adalbert-Stiftung sowie Beirätin im gemeinnützigen Analyse- und Beratungshaus PHINEO. Des Weiteren schreibt das Ministerium für Kultur und Wissenschaft der Landesregierung Nordrhein-Westfalen seit 2021 den Rita-Süssmuth-Forschungspreis für exzellente Forschung mit Gender-Bezug aus. Sie ist Vorstandpräsidentin des Vereins „EDUCATION Y - Bildung.Gemeinsam.Gestalten“ mit Sitz in Düsseldorf. Süssmuth ist Ehrenmitglied im Zonta-Club Würzburg und dem Verein Parité in den Parlamenten.

## Institutionen

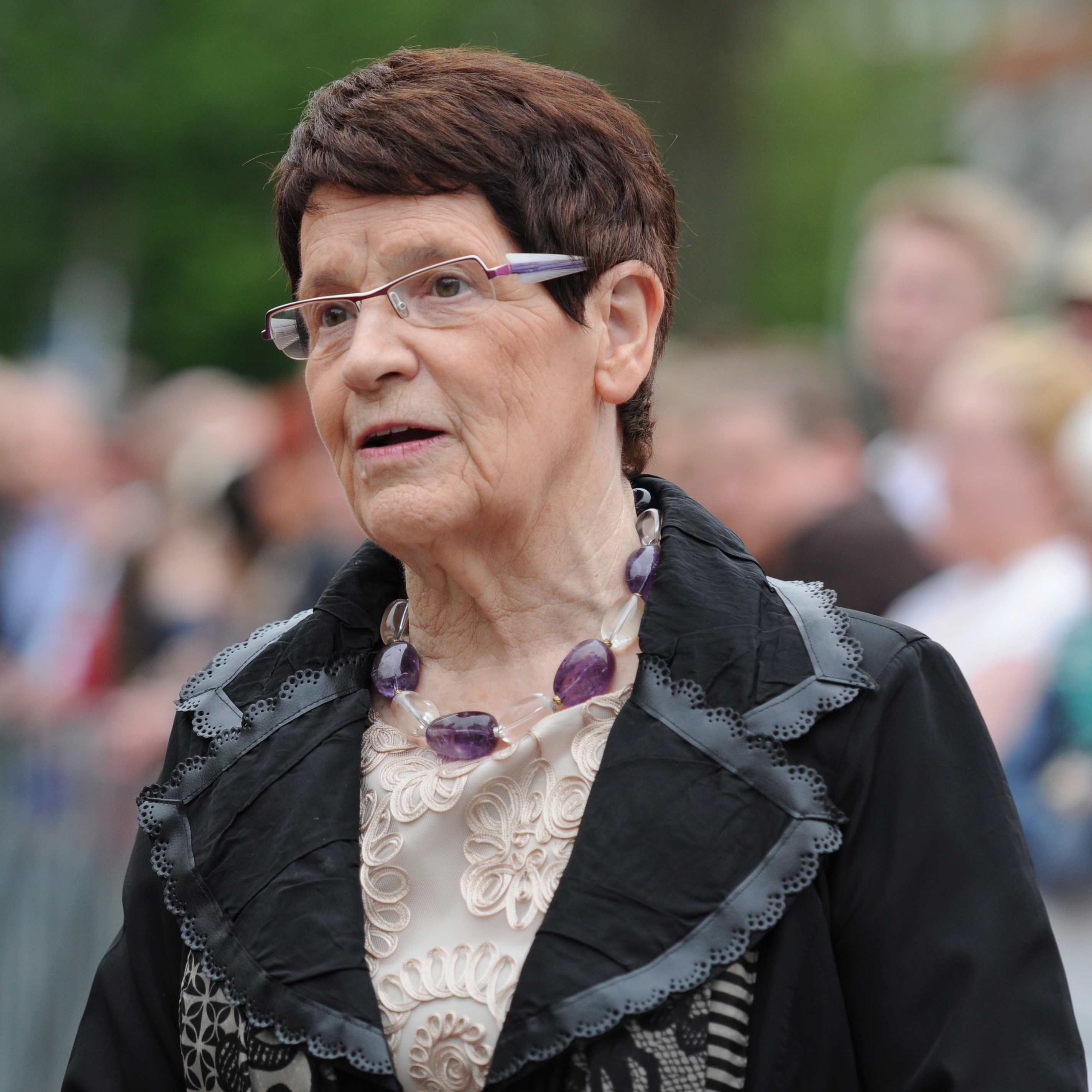
Rita Süssmuth bei der Grimme-Preis-Verleihung 2014

- 1979–1991 Mitglied im Zentralkomitee der deutschen Katholiken
- 1980–1985 als Vizepräsidentin des Familienbundes der Deutschen Katholiken (FDK)
- 1982–1985 Direktorin des Instituts „Frau und Gesellschaft“ in Hannover und leitet den Vorsitz der Kommission „Ehe und Familie“.
- 1988–2015 ehrenamtliche Präsidentin des Deutschen Volkshochschul-Verbandes,[42] seitdem Ehrenpräsidentin
- seit 1989 ehrenamtlich im Kuratorium des Aspen-Instituts Berlin
- seit 1990 ehrenamtlich beim Board of Directors des Instituts for East-West-Studies (IEWS)
- seit 1991 im Präsidium der Deutschen Gesellschaft für Auswärtige Politik (DGAP)
- seit 1991 ehrenamtlich beim Board of Directors der International Youth Foundation (IYF)
- 1994–1998 Präsidentin der Europäischen Bewegung Deutschland, Berlin, seitdem Ehrenpräsidentin[43]
- Juli 1997 bis Februar 2007: Mitglied des Beirats/Kuratoriums der Bertelsmann Stiftung, seither ständiger Gast des Aufsichts- und Beratungsgremiums
- vom 12. September 2000 bis 4. Juli 2001 Vorsitzende der Unabhängigen Kommission „Zuwanderung“
- 2000–2002 Vize-Präsidentin der Parlamentarischen Versammlung der Organisation für Sicherheit und Zusammenarbeit in Europa (OSZE)
- 2000–2002 Vorsitzende des Kosovo Democracy Team der Organisation für Sicherheit und Zusammenarbeit in Europa (OSZE)
- 2002–2004 Vorsitzende des Sachverständigenrates für Zuwanderung und Integration.
- 2003 leitet sie die Wahlbeobachtung der Organisation für Sicherheit und Zusammenarbeit in Europa (OSZE) während der Wahlen zur siebten Staatsduma in der Russischen Föderation
- Leitung der Wahlbeobachtung der OSZE in den USA; Präsidentschafts- und Parlamentswahlen
- seit 2004 bei der Internationalen Organisation für Migration
- seit 2004 „Botschafterin für Alphabetisierung“ beim Bundesverband Alphabetisierung und Grundbildung e. V.
- September 2005 bis Januar 2020 Präsidentin der SRH Hochschule Berlin (ehemals OTA Hochschule), seitdem Ehrenpräsidentin
- Von Januar 2006 bis Dezember 2023 war sie Präsidentin des Deutschen Polen-Instituts e. V., in Darmstadt. Ihr folgt als Präsident der ehemalige Bundesaußenminister Heiko Maas.
- seit 2009 Vorstandsmitglied der Stiftung Genshagen
- seit Juni 2009 Präsidentin des Türkisch-Deutsche Universität-Hochschulkonsortiums
- Migration Policy Institute[44]
- Unterstützerin der Amadeu Antonio Stiftung[45]
- seit Januar 2024 erste Ehrenvorsitzende des Deutschen Polen-Instituts. Dessen Präsidentin sie bis dahin war.

Weitere Aufgaben
- Mitglied im Präsidium der Deutschen Gesellschaft für die Vereinten Nationen.[46]
- Kuratoriumsvorsitzende der Yehudi Menuhin Stiftung Deutschland
- Kuratoriumsvorsitzende der Eberhard-Schultz-Stiftung, des Rechtsanwalts Hans-Eberhard Schultz und seiner Frau Azize Tank[47]
- Vorsitzende des Beirats der Vereinigung Gegen Vergessen – Für Demokratie
- Kuratorium „Deutscher Koordinierungsrat der Gesellschaften für Christlich-Jüdische Zusammenarbeit (DKR) e. V.“
- Deutsch-Polnische Gesellschaft Bundesverband e. V., Berlin, als Vorsitzende des Kuratoriums
- Europa-Dialog Bonn e. V., Bonn als ehrenamtliche Vorsitzende
- Forum für Deutschland, Bonn, als ehrenamtliches Mitglied des Kuratoriums
- Deutsche AIDS-Stiftung, Bonn, als Ehrenvorsitzende
- Deutsche Kinder- und Jugendstiftung als ehrenamtliche Vorsitzende
- Präsidentin von Education Y e. V. – Verein zur Förderung der sozialen Handlungskompetenz bei Kindern und Jugendlichen.
- Präsidentin der Deutschen Gesellschaft für Osteuropakunde (DGO)
- Präsidentin der Deutschen Gesellschaft gegen Kindesmisshandlung und -vernachlässigung (DGgKV) e. V.
- Schirmherrin von CARE Deutschland e. V.
- Mitglied im Beirat des Forum für Interkulturellen Dialog e. V.[48]
- Schirmherrin des SMMP Seniorenheims St. Josef in Wadersloh[49]
- Mitglied im Ehrenrat von AMCHA Deutschland, der zentralen Organisation für die psychosoziale Hilfe von Holocaust-Überlenden und der Holocaust-Nachfolgegeneration in Israel.
- Schirmherrin des Berliner Bündnis gegen Depression[50]
- Jubiläumsbotschafterin der Von Bodelschwinghschen Stiftungen Bethel[51]
- Beirätin der PHINEO gAG[52]
- Vorsitzende des Beirats der Deutschen Postcode Lotterie[53]

## Publikationen
- 1964 Studien zur Anthropologie des Kindes in der französischen Literatur der Gegenwart unter besonderer Berücksichtigung François Mauriacs. Univ., Diss., Münster (Westfalen) 1964.
- 1968 Josef Speck (Hrsg.): Zur Anthropologie des Kindes. Untersuchungen und Interpretationen. Kösel Verlag, München 1968.
- 1985 Frauen – der Resignation keine Chance. In: Sammlung wissenschaftlicher und politischer Texte 1980–1985. Verlag Schwann, Düsseldorf 1985, ISBN 3-590-18052-8.
- 1987 AIDS. Wege aus der Angst. Hoffman und Campe, Hamburg 1987, ISBN 3-455-08668-3.
- 1987 Anneliese Lissner, Rita Süssmuth, Karin Walter (Hrsg.): Frauenlexikon: Traditionen, Fakten, Perspektiven. 2. Auflage. Herder Verlag, Freiburg 1989, ISBN 3-451-20977-2.
- 1989 Emma Co-Autorin
- 1992 Zusammen mit Peter Glotz (SPD) und Konrad Seitz (Botschafter): Die planlosen Eliten. Edition Ferenczy bei Bruckmann, München 1992, ISBN 3-7654-2701-2.
- 1997 Rita Süssmuth, Bernward Baule (Hrsg.): Eine deutsche Zwischenbilanz: Standpunkte zum Umgang mit unserer Vergangenheit. Aufsatzsammlung. Olzog Verlag, München / Landsberg am Lech 1997, ISBN 3-7892-9325-3 (Mit einem Vorwort von Roman Herzog).
- 2000 Wer nicht kämpft hat schon verloren. Meine Erfahrungen in der Politik. Econ Verlag, München 2000, ISBN 3-430-18905-5.
- 2007 Dennoch: Der Mensch geht vor. Für eine Umkehr in Politik und Gesellschaft. Gütersloher Verlagshaus, Gütersloh 2007, ISBN 978-3-579-06451-2.
- 2007 zusammen mit Hermann Glaser: Bildung als globale Herausforderung. Zwei Statements – ein Gespräch. In: Robertson-von Trotha, Caroline Y. (Hrsg.): Kultur und Gerechtigkeit (= Kulturwissenschaft interdisziplinär/Interdisciplinary Studies on Culture and Society. Band 2). Baden-Baden 2007.
- 2008 Migration und Integration: Testfall für unsere Gesellschaft. Deutscher Taschenbuch Verlag, München 2008, ISBN 978-3-423-24583-8.
- 2015 Das Gift des Politischen. Gedanken und Erinnerungen. Deutscher Taschenbuch Verlag, München 2015, ISBN 978-3-423-28043-3. (Rezension in der Annotierten Bibliografie der Politikwissenschaft)
- 2020 Überlasst die Welt nicht den Wahnsinnigen Ein Brief an die Enkel. bene!, München 2020, ISBN 978-3-96340-136-7.
- 2022 Parität jetzt! Wider die Ungleichheit der Geschlechter. Eine Streitschrift. J.H.W. Dietz Nachf., Bonn 2022, ISBN 978-3-8012-0547-8.
- 2022 Keine Zeit mehr, abzuwarten. bene!, München 2022, ISBN 978-3-96340-220-3.

## Ehrungen
- 1988 – Wahl zur Frau des Jahres 1987 durch den Deutschen Staatsbürgerinnen-Verband
- 1988 – Bambi
- 1989 – Leibniz-Medaille der Akademie der Wissenschaften und der Literatur Mainz
- 1990 – Großkreuz des Verdienstordens der Bundesrepublik Deutschland
- 1997 – Avicenna-Gold-Medaille der UNESCO
- 1997 – Frankfurter Walter-Dirks-Preis
- 2004 – Kompassnadel des Schwulen Netzwerks NRW (für ihren Einsatz für die AIDS-Prävention bes. im Schwulen Bereich)
- 2006 – Magnus-Hirschfeld-Medaille für Sexualreform
- 2007 – Theodor-Heuss-Preis (zusammen mit Mustafa Cerić)
- 2007 – Niedersächsische Landesmedaille
- 2007 – Goldenes Lot, Ehrung des Verbandes Deutscher Vermessungsingenieure
- 2008 – Viadrina-Preis der Europa-Universität Viadrina Frankfurt (Oder)
- 2010 – Ehrensiegel der Gemeinde Wadersloh
- 2011 – Verdienstorden des Landes Nordrhein-Westfalen
- 2012 – Adam-Mickiewicz-Preis für Verdienste um die deutsch-französisch-polnische Zusammenarbeit (Weimarer Dreieck)
- 2013 – Edith-Stein-Preis
- 2014 – Leibniz-Ring-Hannover
- 2015 – Reinhard-Mohn-Preis
- 2015 – Winfried-Preis
- 2016 – Ehrenmitgliedschaft der Deutschen AIDS-Hilfe[54]
- 2016 – Verdienstorden des Landes Brandenburg[55]
- 2016 – Dorothea-Schlözer-Medaille der Universität Göttingen[56]
- 2018 – Humanismus-Preis[57]
- 2019 – Ehrensenatorin der Technischen Universität Berlin
- 2019 – Ehrenmitgliedschaft der LSU
- 2019 – Ehrenring des Rheinlandes[58]
- 2022 – Marie Juchacz-Frauenpreis (für ihr Lebenswerk)[59]
- 2022 – Ehrenbürgerin der Stadt Neuss[60]

Ehrendoktorwürden
- 1988 – Hochschule Hildesheim
- 1990 – Ruhr-Universität Bochum
- 1994 – Universität Veliko Tarnovo, Bulgarien
- 1995 – Universität Temesvar, Rumänien
- 1996 – Universität Sorbonne Nouvelle-Paris III, Frankreich
- 1998 – Johns-Hopkins-Universität Baltimore, Vereinigte Staaten
- 1998 – Ben-Gurion-Universität im Negev Beʾer Scheva, Israel
- 2002 – Universität Augsburg
- 2018 – Universität Rzeszów, Polen